# Domaine de Saga

Le domaine de Saga était en grande partie contigu à la province de Hizen, ici en rose.

Le domaine de Saga (佐賀藩, Saga-han) était un domaine japonais de l'époque d'Edo. En grande partie contigu avec la province de Hizen sur Kyūshū, le domaine était dirigé à partir du château de Saga par le clan Nabeshima (tozama daimyo). Bien que les comptoirs commerciaux hollandais et chinois de Nagasaki étaient surveillés par des fonctionnaires du shogunat Tokugawa, le domaine était en grande partie responsable de la défense militaire de la ville et du port. Il était également connu sous le nom de Hizen-han ou Nabeshima-han.
Les Nabeshima jouissaient d'un revenu de 357 000 koku tout au long de l'époque d'Edo, incluant parmi leurs vassaux les seigneurs des domaines voisins d'Ogi, de Hasunoike et de Kashima.
Le domaine, situé près de la Corée et loin d'Edo, la capitale du shogun, et de ses relations commerciales, fut une porte d'entrée significative de l'influence étrangère. Le secteur était un centre de production de céramique en raison de ses liens avec la Corée, devenant célèbre pour sa porcelaine d'Imari qui s'exportait jusqu'en Europe. Une importante communauté chrétienne vivait sur le territoire, celle-ci est à l'origine de la célèbre rébellion de Shimabara (1637-1638). Vers la fin de l'époque d'Edo, Saga s'est allié avec les domaines de Tosa, de Satsuma et de Chōshū contre le shogunat. Les chefs de Saga se retournèrent plus tard contre le récent gouvernement de Meiji en provoquant la rébellion de Saga en 1874, qui fut finalement réprimée.
Le territoire est aujourd'hui réparti entre les préfectures de Saga et de Nagasaki.

## Histoire
Le clan Nabeshima était à l'origine un vassal du clan Ryūzōji qui contrôlait toute la région. Cependant, Ryūzōji Takanobu fut tué dans une bataille avec les clans Shimazu et Arima en 1584, et Nabeshima Naoshige devint le protecteur du jeune héritier de Takanobu, Ryūzōji Takafusa. Six ans plus tard, Hideyoshi Toyotomi a accordé son approbation à ce que les Nabeshima renversent les Ryūzōji et s'emparent du territoire pour sa propre lignée. Nabeshima a soutenu l'invasion de la Corée par Hideyoshi dans les années 1590, et a combattu dans l'armée de l'Ouest contre le clan Tokugawa à la fatidique bataille de Sekigahara en 1600. Pendant ce conflit, il a cependant changé de camp et a capturé le général Tachibana Muneshige, gagnant ainsi les faveurs d'Ieyasu Tokugawa qui lui laissa son domaine.

### Période Edo
Le reste des Ryūzōji continuait à disputer la propriété du domaine de temps en temps, et menaçait la mainmise des Nabeshima sur celui-ci. Ryūzōji Takafusa est mort en 1607 et, six ans après, un ordre du shogunat accordait à son frère, Ryūzōji Katsushige, la possession du domaine. Évalué officiellement à une valeur de 357 000 koku, le daimyō de Saga supportait réellement 60 000 koku seulement, le reste appartenant à ses vassaux, les quatre familles des branches des Ryūzōji (Taku, Takeo, Suko, Isahaya et celles de Nabeshima (Shiroishi, Kubota, Murata, Kawakubō).
Le shogunat a imposé à Saga la responsabilité de la défense du port de Nagasaki et de l'application des restrictions maritimes (kaikin). Bien que ce fardeau ait été partagé avec le domaine de Fukuoka, une année sur deux, il a néanmoins fréquemment aggravé les finances de Saga. En conséquence, il n'est pas impossible que Saga a cherché à diminuer ses pertes en réduisant le nombre de samouraïs qu'il envoyait défendre le port. En octobre 1808, quand le HMS Phaeton a créé un incident en capturant des commerçants hollandais et en menaçant des bateaux japonais et chinois dans le port, il n'y eut que cent samouraïs de Saga qui furent envoyés, plutôt que les mille obligatoires. Comme aucune troupe supplémentaire ne pouvait être amenée au port à temps, le shogunat a été forcé de se soumettre aux demandes du bateau britannique, et Saga a été sévèrement sermonné pour son manque de respect envers ses engagements. Le domaine sera encore affaibli par un ouragan en 1828 qui coûtera la vie à environ 10 000 personnes.

### LeBakumatsuet la restauration de Meiji

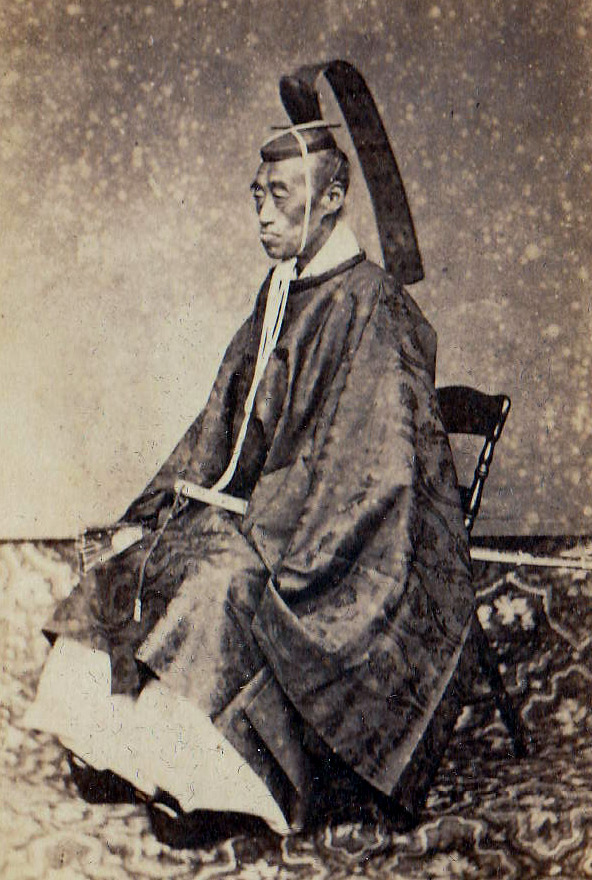
Naomasa Nabeshima.

Le domaine de Saga a repris des couleurs dans la décennie suivante, celle de la période du Bakumatsu (c.-à-d. les années 1860), néanmoins, le gouvernement du domaine a été réformé et la technologie occidentale est apparue. La bureaucratie a été purgée de 80 %, et des efforts ont été faits pour soutenir la paysannerie. L'économie du domaine en est venue à être focalisée sur la céramique, le thé, le charbon, et le commerce a ramené la prospérité.
Le dixième seigneur de Saga, Naomasa Nabeshima (de 1830 à 1861), a fondé des institutions pour l'étude des technologies occidentales, comprenant le raffinage de l'acier, les machines à vapeur et l'artillerie, et a tourné tous les efforts du domaine dans ce sens en en faisant l'un des domaines les plus modernes de cette période. Saga a ainsi construit la première raffinerie japonaise de fer en 1849, et a utilisé pour la première fois des fours à réverbère trois ans plus tard. En 1853, l'amiral russe Ievfimy Poutiatine est entré dans le port de Nagasaki et a fait la première démonstration d'une locomotive à vapeur aux Japonais. Hirotsugu Ishiguro, Nakamura Kisuke et Tanaka Hisashige furent parmi les premiers ingénieurs japonais qui essayèrent de fabriquer leurs propres locomotives et navires à vapeur.
Quand le shogunat a assoupli les restrictions sur la construction des grands navires, une commande a été passée par les Néerlandais. Saga a connu une relance de la construction navale et le lancement du premier navire à vapeur japonais, le Ryōfū-maru. L'académie navale de Nagasaki fut fondée en 1855 et ses premiers étudiants venaient de Saga. En 1866, l'incorporation du canon britannique Armstrong a transformé les bateaux de Nagasaki en la première marine japonaise de style occidental (« moderne »). Les batteries de défense de Shinagawa furent équipées de ce canon par Saga.

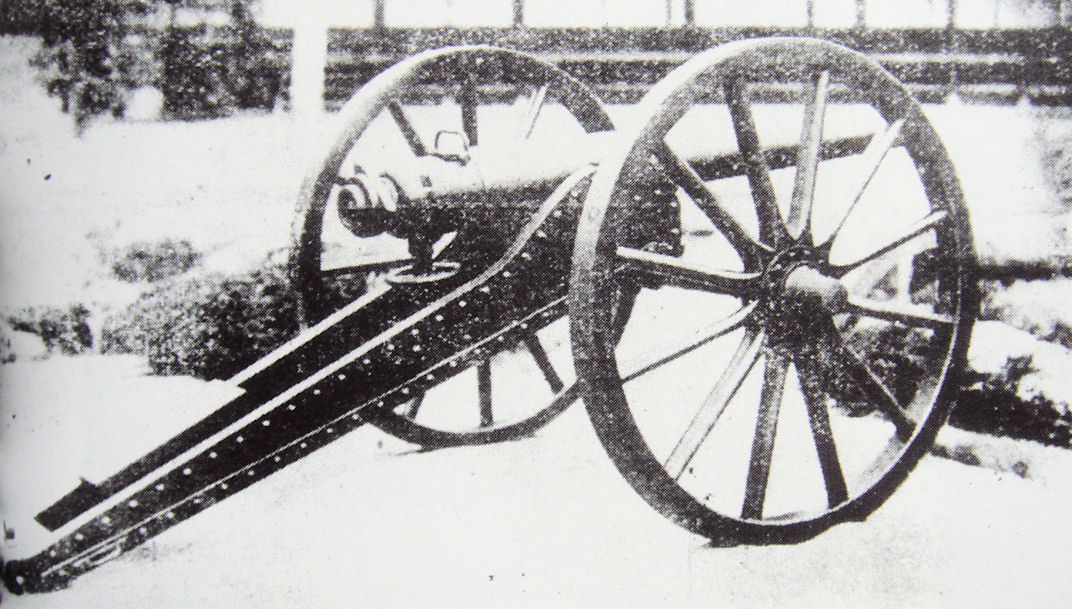
Canon Armstrong utilisé par les troupes de domaine de Saga à la bataille d'Ueno contre le shogitai du shogunat.

En grande partie responsable de l'avancement technologique et militaire du Japon, et en possession d'une grande partie des fruits de ces travaux, Saga a attiré l'attention du shogunat, qui a maintenu une surveillance étroite sur le domaine jusqu'à sa chute en 1868. Saga a joué un rôle important dans la restauration de Meiji, avec les domaines de Tosa, de Satsuma et de Chōshū, dont les samouraïs ont combattu le shogunat à la bataille d'Ueno et dans d'autres conflits de la guerre de Boshin. En conséquence, le récent gouvernement de Meiji fut composé d'un certain nombre de personnalités de Saga, dont Etō Shinpei, Shigenobu Ōkuma, Ōki Takatō, et Tsunetami Sano. Etō a cependant démissionné du gouvernement, avec d'autres en 1873, en réponse à l'augmentation du nombre des débats pour discuter de l'invasion de la Corée, un projet que Takamori Saigō et d'autres soutenaient, mais qui a été finalement rejeté par le Conseil. Etō a alors provoqué la rébellion de Saga l'année suivante, menant 3 000 hommes contre le nouveau gouvernement, mais qui a été rapidement étouffée.
Les domaines féodaux ont été supprimés en 1871, et le clan Nabeshima a reçu le titre de « marquis » (kōshaku) selon le nouveau système nobiliaire du kazoku.

## Liste des daimyos
1. Nabeshima Katsushige (鍋島 勝茂, 1607-1657)
2. Nabeshima Mitsushige (鍋島 光茂, 1657-1695)
3. Nabeshima Tsunashige (鍋島 綱茂, 1695-1706)
4. Nabeshima Yoshishige (鍋島 吉茂, 1707-1730)
5. Nabeshima Muneshige (鍋島 宗茂, 1730-1738)
6. Nabeshima Munenori (鍋島 宗教, 1738-1760)
7. Nabeshima Shigemochi (鍋島 重茂, 1760-1770)
8. Nabeshima Harushige (鍋島 治茂, 1770-1805)
9. Nabeshima Narinao (鍋島 斉直, 1805-1830)
10. Nabeshima Naomasa (鍋島 直正, 1830-1861)
11. Nabeshima Naohiro (鍋島 直大, 1861-1871)

### Autres personnalités natives de Saga
- Shigenobu Ōkuma (大隈 重信)
- Etō Shimpei (江藤 新平)
- Yoshitake Shima (島 義勇)
- Ōki Takatō (大木 喬任)
- Tsunetami Sano (佐野 常民)
- Nabeshima Shigeyoshi (鍋島 茂義)
- Tanaka Hisashige (田中 久重)

## Source de la traduction
- (en) Cet article est partiellement ou en totalité issu de l’article de Wikipédia en anglais intitulé « Saga Domain » (voir la liste des auteurs).